# Paecilomyces ampullaris
Paecilomyces ampullaris är en svampart som beskrevs av Matsush. 1971. Paecilomyces ampullaris ingår i släktet Paecilomyces och familjen Trichocomaceae.   Inga underarter finns listade i Catalogue of Life.